# Крейсер

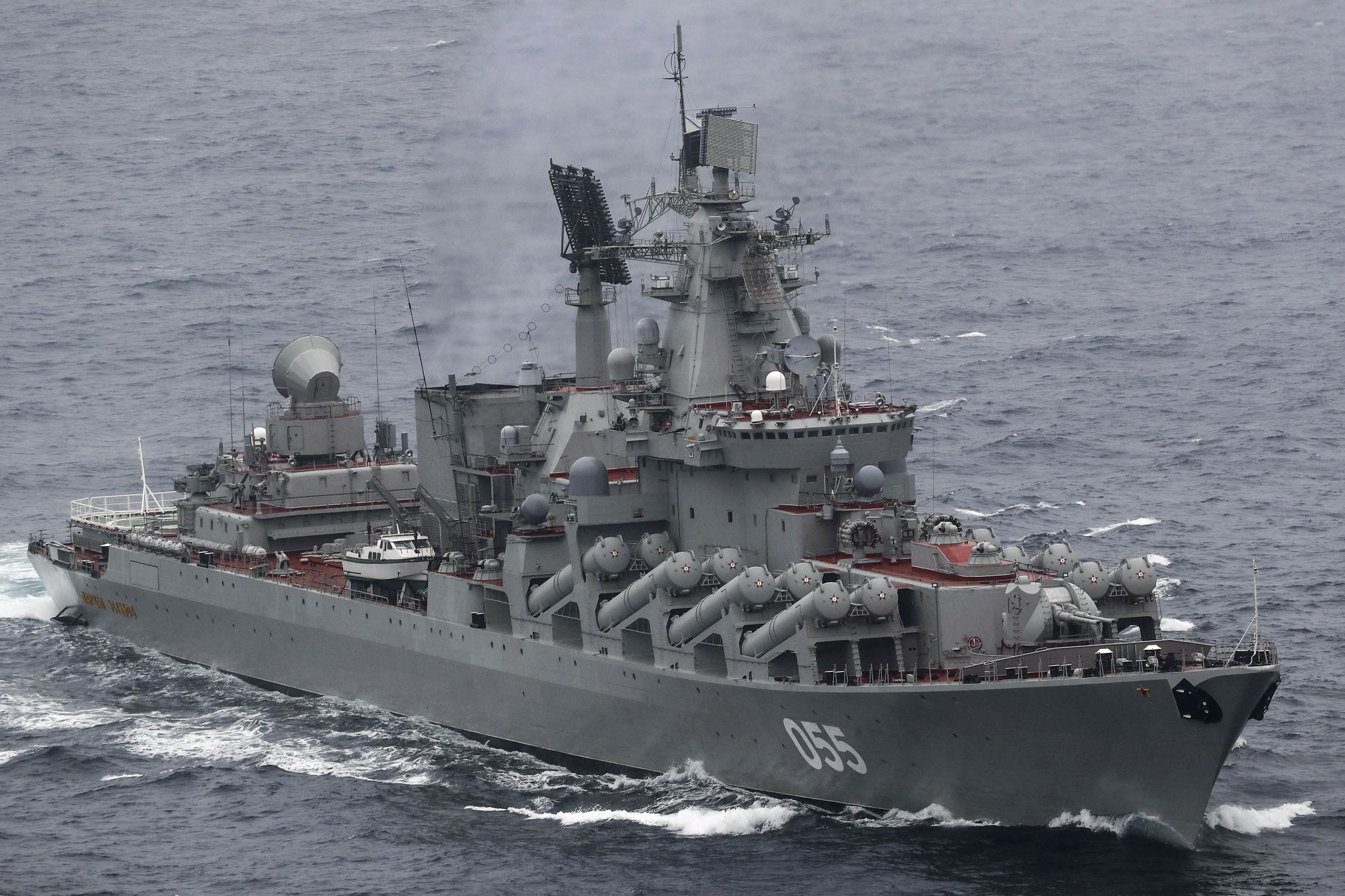
Крейсери проєкту 1164

Кре́йсер (нід. kruiser, від kruisen — «кружляти морем за певним маршрутом, крейсувати») — вид великих військових кораблів, що вирізняють від другої половини XIX століття.
Призначений для знищення підводних човнів, надводних кораблів, забезпечення протиповітряного захисту, порушення морських шляхів ворога, ведення бою у складі з'єднань, захисту морських шляхів, забезпечення висадки десанту, постановки мін.
З розвитком техніки, в крейсерів з'явилися підвиди, відмінні за характеристиками та розмірами. Найчастіше їх поділяють за родом озброєння та їхніми завданнями, а саме на класичні артилерійські та сучасніші ракетні крейсери.

## Підкласи крейсерів
- Авіаносний крейсер — різнорідний за своїми характеристиками клас кораблів, що поєднують в собі елементи крейсерського і авіаційного озброєння.
- Важкий крейсер — підклас важкоозброєних швидкісних крейсерів, призначених для дії на далеких відстанях.
- Легкий крейсер — підклас крейсерів, що з'явився на початку XX століття.
- Малий крейсер — підклас крейсерів у німецьких Імператорських ВМС і австро-угорському Цісарсько-королівському військовому флоті, водотоннажністю до 5500 тонн.
- Мінний крейсер — різновид малого крейсера в німецьких Імператорських ВМС і австро-угорському Цісарсько-королівському військовому флоті.
- Панцерний крейсер, броненосний крейсер — підклас крейсерів, що існував у другій половині XIX — початку XX століть.
- Ракетний крейсер — підклас крейсерів з переважно ракетним озброєнням.
- Торпедний крейсер (у Російському імператорському флоті мінний крейсер) — підклас крейсерів з переважно торпедним озброєнням.

## Український крейсер
У Миколаєві стоїть недобудований крейсер «Україна». Ступінь готовності — 96 %. Не вистачає 30 млн доларів США.[джерело не вказане 1164 дні]
Однак, на 2019 рік він вже є суттєво застарілим та й озброєння для нього не виробляється на території України.[джерело не вказане 1164 дні]

## Сучасні крейсери у флотах світу
- США — 9 ( + 13 в резерві ) ракетні крейсери типу «Тікондерога».
- Росія — 1 ( + 1 на модернізації) атомні ракетні крейсери проєкту 1144 «Орлан», 2 — ракетні крейсери проєкту 1164 «Атлант».